# عثمان علي خان
الأمير عثمان علي خان (آصف جاه السابع)، (5 أو 6 أبريل 1886 - 24 فبراير 1967)، كان آخر نظام (حاكم) لدولة حيدر أباد أكبر ولاية أميرية في الهند البريطانية.
اعتلى العرش في 29 أغسطس 1911 وكان يبلغ من العمر 25 عامًا، حكم دولة حيدر أباد بين عامي 1911 و 1948 إلى أن ضمتها الهند لأراضيها. لقب بصاحب السمو الأعلى (صاحب السعادة) نظام حيدر أباد، وكان يُعتبر على نطاق واسع أحد أغنى أثرياء العالم على الإطلاق. أشارت بعض التقديرات أن ثروته تبلغ 2٪ من الناتج المحلي الإجمالي للولايات المتحدة، ظهرت صورته على غلاف مجلة تايم في عام 1937. بصفته ملكًا شبه مستقل، كان يملك مصنعًا لصك العملة، يطبع فيه عملة خاصة به (روبية حيدر أباد [الإنجليزية]) وكان لديه خزانة خاصة قيل إنها تحتوي على 100 مليون جنيه إسترليني من سبائك الذهب والفضة و 400 مليون جنيه إسترليني أخرى من المجوهرات (عام 2008). المصدر الرئيسي لثروته هي مناجم جولكوندا التي كانت المورد الوحيد للألماس في العالم في ذلك الوقت. إحد أشهر أنواع الألماس الذي امتلكه هي ماسة جاكوب [الإنجليزية] والتي تقدر قيمتها بنحو 50 مليون جنيه إسترليني (عام 2008)، وكان يستخدمها النظام (الحاكم) كثقالة للورق.
خلال فترة حكمه التي استمرت 37 عامًا، أدخل الكهرباء إلى المدينة وأنشأ السكك الحديدية والطرق والمطارات. كان يُعرف بإسم "مهندس حيدر أباد الحديث" ويُنسب إليه الفضل في بناء العديد من المؤسسات العامة في حيدر أباد كالجامعة العثمانية، والمستشفى العثماني العام [الإنجليزية]، وبنك ولاية حيدر أباد [الإنجليزية]، ومطار بيجومبيت [الإنجليزية]، ومحكمة حيدر أباد العليا [الإنجليزية]. خلال فترة حكمه أيضا بني خزانان للمياه وهما عثمان ساجار [الإنجليزية] وهيمايات ساجار [الإنجليزية] لمنع حدوث فيضان كبير آخر في المدينة كالذي حدث عام 1908. بنى عثمان علي خان أيضا في عام 1923 سدًا عبر نهر مانجيرا [الإنجليزية] (أحد روافد نهر جودافاري) بين قريتي أشامبت وبانيبالي في منطقة كاماريدي [الإنجليزية] في تلنغانة، الهند. يبعد السد حوالي 144 كيلومترًا (89 ميلًا) شمالًا - غرب حيدر أباد.
رفض عثمان علي خان الانضمام إلى الهند بعد استقلالها في 15 أغسطس 1947. وكان يرغب في البقاء إما كحاكم لدولة مستقلة أو الانضمام إلى باكستان. بحلول ذلك الوقت، تضاءلت قوته ونفوذه بسبب تمرد تيلانغانا وصعود ميليشيا راديكالية تعرف باسم رازاكارس والتي لم يكن قادرًا على قمعها. في عام 1948 غزا الجيش الهندي ولاية حيدر أباد وضمها مما أجبر عثمان على الاستسلام. بعد استقلال الهند تولى عثمان منصب راجبراموخ [الإنجليزية] في ولاية حيدر أباد (1948-1956) [الإنجليزية] بين عامي 1950 و1956، وبعد ذلك قسمت الولاية وأصبحت جزءًا من ولاية أندرا برديش وكارناتاكا وماهاراشترا.
في عام 1951 بدأ في بناء مستشفى نظام للعظام (المعروف اليوم باسم معهد نظام للعلوم الطبية وعرض على للحكومة استخدامه بعقد إيجار لمدة 99 عامًا مقابل إيجار شهري قدره 1 روبية فقط، كما تبرع أيضًا بـ 14000 فدان (5700 هكتار) من أملاكه الشخصية لحركة بهودان [الإنجليزية] لإعادة توزيعها على المزارعين المعدمين.

## ثروة
وكان المصدر الرئيسي لإيراداته من منجم غول كوندا في القرن التاسع عشر كانت حيدر آباد المزود الوحيد لسوق الماس في العالم 
يمتلك نظام ثروة مثل هذه الثروة الهائلة التي صورها على غلاف تايم (مجلة) في 22 فبراير 1937 ، ووصف بأنه أغنى رجل في العالم. استخدم يعقوب الماس ، وهي من الألماس عيار 185 قيراط ، وهي جزء من مجموعة مجو ، وهي مجموعة ثمينة تتدفق إلى وتعادل اليوم أربعمائة كرور روبية ، باعتبارها ثقالة الورق. خلال أيامه كنظام ، اشتهر بأنه أغنى رجل في العالم ، حيث تقدر ثروة قدرها 2مليار دولار أمريكي في أوائل الأربعينيات 
أو 2٪ من الاقتصاد الأمريكي. في ذلك الوقت ، أبلغت وزارة حكومة الاتحاد الهندية المستقلة حديثًا عن عائدات سنوية تبلغ مليار دولار أمريكي فقط. ويُعتقد على نطاق واسع أن نظام النزاع ظل أغنى رجل في جنوب آسيا حتى وفاته في عام 1967 ،

### انتزع الحكومة الهندية الثروة

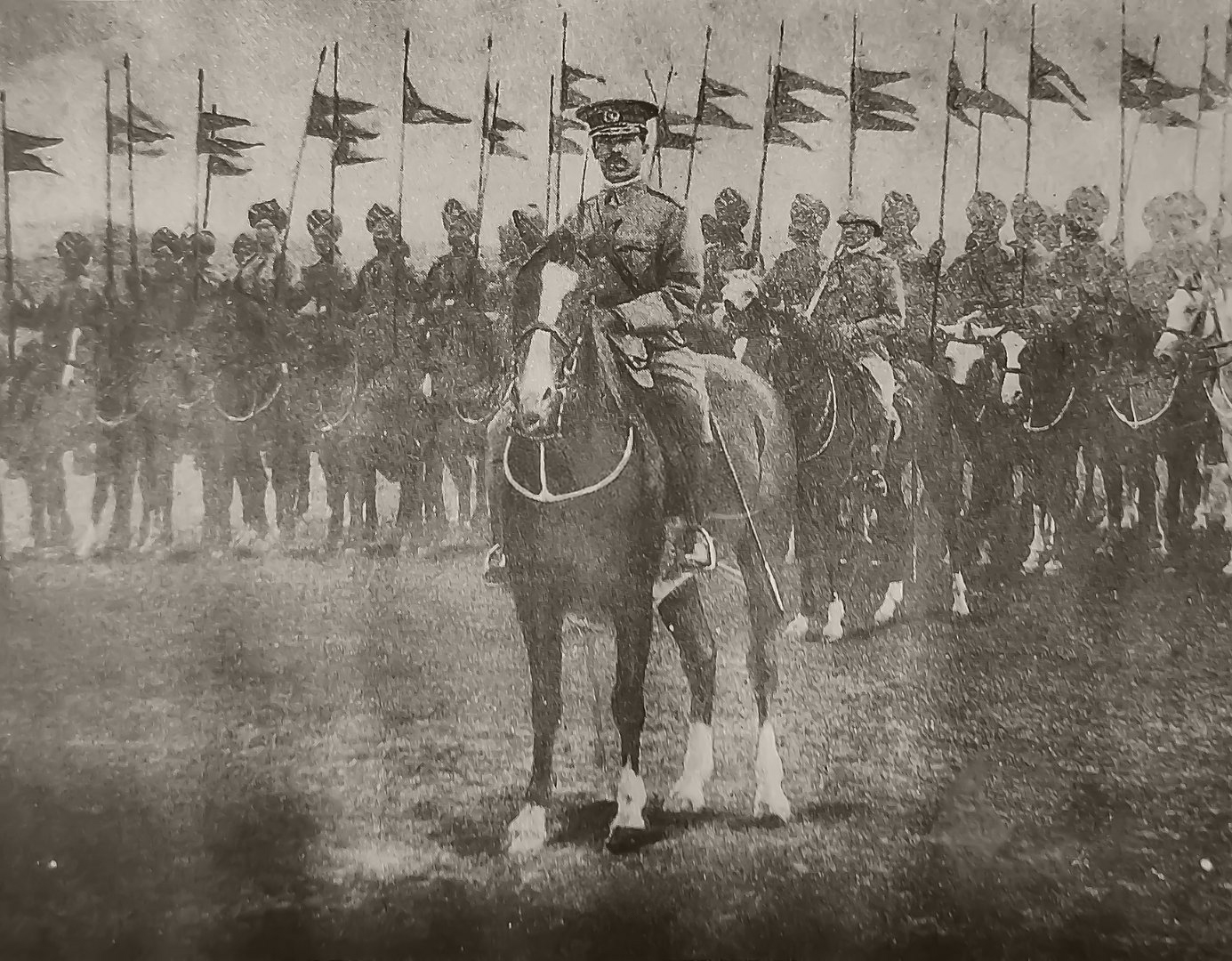
مير عثمان علي خان آساف جها يقود عرضًا عسكريًا لحامية جولكوندا، 1939

رغم أن ثروته قد انخفضت إلى مليار دولار بحلول ذلك الوقت بأكثر من 97٪ من ثروته ، بما في ذلك المجوهرات التي تخص عائلته بما في ذلك ابنته و البنات الكبرى ، اتخذت بعيدا من قبل الحكومة الهندية شكلت حديثا. لا تزال الحكومة الهندية تعرض المجوهرات كمعرض مجوهرات نزام (الآن في حيدر أباد).

## التبرعات

### التبرع للمسجد الأقصى
يحمل المسجد الأقصى أيضًا بصمات على ارتباط الهند الثقافي بفلسطين. تبرع نظام حيدر أباد بالثريات للمسجد الأقصى ، والتي تزين المسجد حتى الآن.

### التبرع لجامع مسجد ، دلهي
في عام 1948 ، طلب نظام حيدر آباد - له تعالى رفعت مير عثمان علي خان للتبرع من 75000 روبية من أجل إصلاح عقاب1/4 من المسجد الجامع (دلهي) الطابق المسجد. بدلاً من ذلك ، فرض «نيزام» العقوبة على 3،00،000 روبية ، مشيرًا إلى أن المسجد 3/4 الباقي يجب ألا يبدو قديمًا.

### التبرع خلال حرب الهند والصين
خلال الحرب الصينية-الهندية(1962) ، ساهم مير عثمان علي بمبلغ 5000 كلغ من الذهب في الحكومة الهندية. من حيث سعر الذهب اليوم ، فإن هذا التبرع يترجم إلى 1500 روبية إلى 1600 كرور روبية.

## الإصلاحات في التعليم
خلال فترة حكمه ، قدم العديد من الإصلاحات التعليمية. تم إنفاق حوالي 11٪ من ميزانية نظام «التربية» على التعليم.
قدم تبرعات كبيرة للعديد من المؤسسات في الهند والخارج مع التركيز بشكل خاص على المؤسسات التعليمية مثل جاميا نظاميا ودار العلوم ، ديوباند. وقدم تبرع يقدربعشر مليون روبية ل جامعة باناراس الهندوسية . 5 لكح ل جامعة Aligarh مسلم.

### الجامعة العثمانية
أسس الجامعة العثمانية (Osmania University) ؛ والتي تعد اليوم واحدة من أكبر الجامعات في الهند. تم إنشاء المدارس والكليات وقسم الترجمة. أصبح التعليم الابتدائي إلزامياً وقدم مجاناً للفقراء.

## مساهمة في الطيران الهندي
تأسس «مطار بيغومبيت» في ثلاثينيات القرن العشرين بتشكيل نادي حيدر أباد ايرو من قبل نظام. في البداية كانت تستخدم كمطار محلي ودولي لنزام «كشركة ديكان إيروايز المحدودة» - أول شركة طيران في الهند البريطانية. تم بناء مبنى المطار في عام 1937.

## إنشاء بنك حيدر أباد الدولة

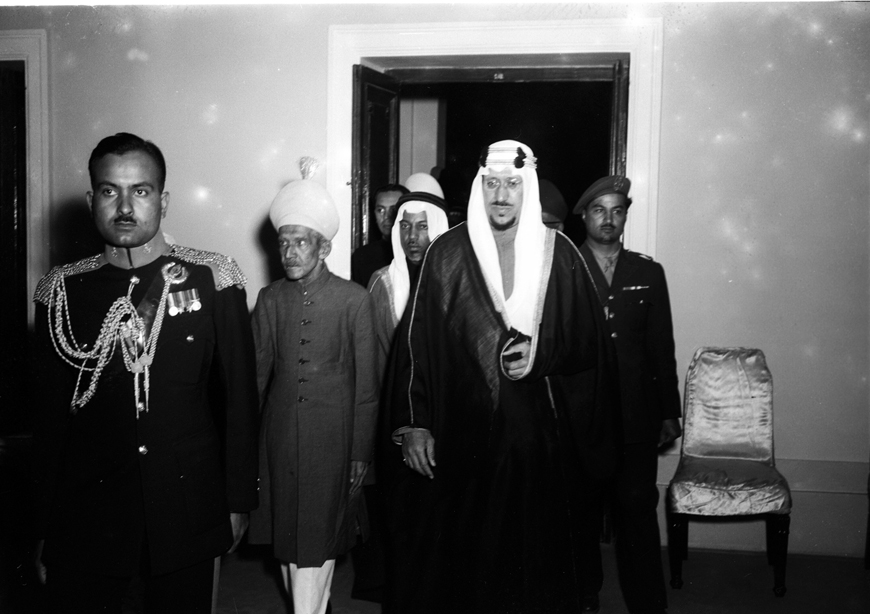
سعود بن عبد العزيز آل سعود

في عام 1941 ، بدأ بنكه الخاص ، «بنك حيدر آباد ستيت» (الذي أعيد تسميته لاحقًا بنك حيدر أباد الحكومي ، وفي عام 2017 ، اندمج في بنك الولاية الهندي كالبنك المركزي للدولة. تأسست في 8 أغسطس 1941 بموجب قانون بنك حيدر آباد. قام البنك بإدارة "" Osmania Sicca "" ، عملة ولاية حيدر أباد.في عام 1941 ، بدأ بنكه الخاص ، «بنك حيدر آباد ستيت» (الذي أعيد تسميته لاحقًا بنك حيدر أباد الحكومي ، وفي عام 2017 ، اندمج في بنك الولاية الهندي كالبنك المركزي للدولة. تأسست في 8 أغسطس 1941 بموجب قانون بنك حيدر آباد. قام البنك بإدارة "" Osmania Sicca "" ، عملة ولاية حيدر أباد.
كانت الدولة الوحيدة في الهند التي لديها عملتها الخاصة بها ، عثمانية عملة . كانت حيدر أباد الولاية الوحيدة في الهند البريطانية حيث أصدر الحاكم أوراق عمله الخاصة.

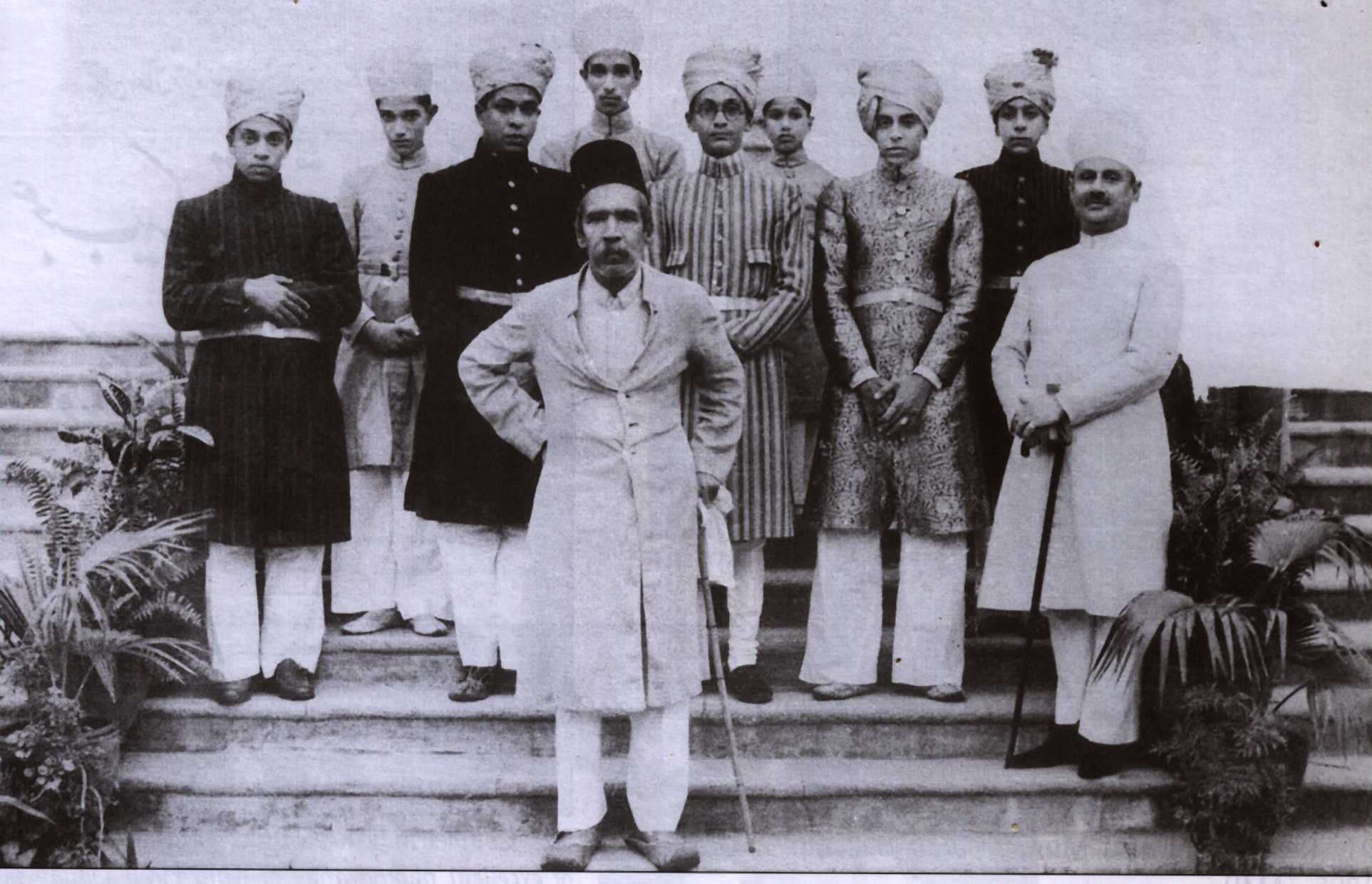
AsafJah7 Al-Quaiti-Family

## هدية إلى الملكة اليزابيث
في العام 1947 ، قدم النظام هدية من جواهر الماس ، بما في ذلك التاج والعقد، إلى الملكة إليزابيث الثانية بمناسبة زواجها. دبابيس وقلادة من هذه الهدية لا تزال ترتديها الملكة وتعرف باسم قلادة حيدر آباد.

## الوفاة والجنازة
في 24 فبراير 1967 ، استنشق مير عثمان علي خان أنفاسه الأخيرة في قصر كينغ كونغ. دفن في مسجد جودي ، الذي صنعه في ذكرى ابنه جواد في عام 1936 الذي توفي في طفولته.
كان جنازة هو الأكبر في تاريخ الهند ، وكان عدد مشيعيه يقدر بعشرين مليونا.
عند وفاة نظام الأخير ، تذكرته حكومة ولاية أندرا براديش آنذاك بإصدار جريدة استثنائية. كانت الحكومة قد أعلنت «الحداد الرسمي» في 25 فبراير 1967 ، وهو اليوم الذي دفن فيه. تبقى مكاتب حكومة الولاية مغلقة كعلامة شرف ؛ أثناء الطيران العلم الوطني الصاري على جميع المباني الحكومية في جميع أنحاء الدولة.
وقيل أيضا أن الطرق والأرصفة في حيدر أباد كانت مليئة بالقطع المكسورة من الأساور ، لأنه عند وفاة قريب ، كسرت النساء أساورهن في عدد لا يضاهى من المشيعين بالمقارنة مع طقوس تيلانجانا.

## وصلات خارجية
- During The Period of Nizam Rule in Hyderabad
- REAL VIDEO CLIP OF NIZAMS ERA HYDERABAD TELANGANA STATE
- hyderabad in 1887
- SOLDIERS OF NIZAMS ARMY